# 連南ヤオ族自治県
連南ヤオ族自治県（れいなん-ヤオぞく-じちけん）は中華人民共和国広東省清遠市に位置する自治県。

## 歴史
県域は秦代は長沙郡、漢代は桂陽郡、三国から晋代は始興郡、南北朝時代は陽山郡に属していた。
589年（開皇9年）、隋朝により熙平郡が設置されたが、唐朝により連州管轄に改められ南宋末まで沿襲された。元代になると路制の採用により連州路と改められた。1703年（康熙42年）、清朝は理瑶同知を設置、広州府の直轄とし清末まで用いられた。1912年（民国元年）、中華民国が成立すると瑶務処を設置、ヤオ族居住地域を管轄していた。1927年（民国16年）には広東省政府管轄の連陽化瑶局に、1935年（民国24年）に安化管理局、1946年（民国35年）に連南県と改編された。
中華人民共和国が成立すると1953年3月に連山県と合併し、県級の連南ヤオ族自治区が成立したが、1954年2月に連山県が分割されて復活した。1955年9月に連南ヤオ族自治区は連南ヤオ族自治県と改編された。1958年5月に連山県は連山チワン族ヤオ族自治県と改編された。1959年3月、連県・陽山県・連南ヤオ族自治県・連山チワン族ヤオ族自治県が合併し、連陽各族自治県が成立した。1960年12月、陽山県が分割され、連陽各族自治県は連州各族自治県と改称された。1961年10月、連州各族自治県が分割され、連県・連南ヤオ族チワン族自治県が成立、韶関地区の管轄とされた。1962年3月、連南ヤオ族チワン族自治県が分割され、連山チワン族ヤオ族自治県・連南ヤオ族自治県が成立した。1988年1月に清遠市に移管された。

## 行政区画
下部に7鎮を管轄する
- 三江鎮、大麦山鎮、寨崗鎮、三排鎮、渦水鎮、大坪鎮、香坪鎮